# 1498
1498. је била проста година.

## Догађаји

### Јануар
- 1. март — Васко да Гама као португалски морепловац је први Европљанин који се искрцао на обале садашње афричке државе Мозамбик на своме путу ка Индији.

### Мај
- 20. мај — Португалски морепловац Васко да Гама стигао у луку Каликат, на југозападу Индије, откривши нови морски пут око Рта добре наде.
- 23. мај — На ломачи спаљен италијански доминикански калуђер Ђироламо Савонарола, политички и верски реформатор у Фиренци.
- 30. мај — Кристифор Колумбо је испловио са шест бродова из шпанске луке Санлукар де Барамеда на треће путовање у Нови свет.

### Јул
- 31. јул — Шпански морепловац Кристифор Колумбо на трећем путовању у Нови свет открио острво које је назвао Тринидад.

## Смрти

### Април
- 7. април — Шарл VIII Валоа, француски краљ

### Мај
- 23. мај — Ђироламо Савонарола, италијански верски и политички реформатор. (* 1452)